# War (film)
War (in sommige landen gekend als Rogue Assassin) is een Amerikaanse film uit 2007 onder regie van Phillip G. Atwell. De hoofdrollen worden vertolkt door Jet Li en Jason Statham.

## Verhaal
John Crawford (Jason Statham) en Tom Lone (Terry Chen) zijn twee FBI-agenten die op het punt staan een Yakuza-operatie te verstoren. Alleen is daar intern iemand getipt over hun aanwezigheid, waardoor de operatie eindigt in een chaotische schietpartij. Midden in het geweld verschijnt een personage dat schiet met titanium kogels. Lone weet deze in het gezicht te schieten voor die in het water valt en verdwijnt. Crawford discussieert met Lone over een schier onoverwinnelijke huurmoordenaar uit verhalen die de ronde doen, waarvan Crawford - door de titanium kogels - denkt dat ze die zojuist gezien hebben. Lone denkt dat het verhaal niet meer is dan een mythe en dat hij het personage van zojuist bovendien gedood heeft.
Wanneer Lone 's avonds thuis bij zijn vrouw en kind is, dringt een gemaskerde huurmoordenaar binnen. Wanneer Crawford daar later met zijn vrouw aankomt, is het gebouw afgebrand en wordt hem meegedeeld dat alleen de verkoolde lijken van een man, vrouw en kind gevonden zijn.
De film springt drie jaar vooruit in de tijd. Crawford is zo geobsedeerd door de moorden van drie jaar daarvoor, dat hij alles opzij heeft gezet om de mythische huurmoordenaar die Lone vermoord heeft te vinden. Het heeft hem onder meer zijn huwelijk gekost. In het gebied waar Crawford actief is, maken twee Aziatische clans de dienst uit Chang Triade-Leider(John Lone) en de leider van de Yakuza Shiro (Ryo Ishibashi) zijn elkaars aartsvijanden. De aankomst van huurmoordenaar Rogue (Jet Li) ontketent op dat moment een grootschalige bende-oorlog tussen de twee clans. Op een van de plaatsen waar Rogue een bloedbad aanrichtte, vindt Crawford een titanium kogel, waardoor zijn zoektocht naar de mythische moordenaar nieuw leven ingeblazen wordt.

## Trivia
- In totaal zijn er 274 explosies geteld in de film.
- De film wordt soms ook onder de titel Rogue Assassin aangeboden.

## Rolverdeling
| Acteur           | Personage     |
| ---------------- | ------------- |
| Jason Statham    | Jack Crawford |
| Jet Li           | Rogue         |
| Devon Aoki       | Kira          |
| Terry Chen       | Tom Lone      |
| Luis Guzmán      | Benny         |
| Sung Kang        | Goi           |
| Nadine Velazquez | Maria         |
| John Lone        | Chang         |
| Saul Rubinek     | Dr. Sherman   |
| Ryo Ishibashi    | Shiro         |